# Chalcomitra amethystina
El suimanga amatista (Chalcomitra amethystina) es una especie de ave paseriforme de la familia Nectariniidae propia del África subsahariana, principalmente al sur del ecuador. Normalmente se encuentra en los hábitats húmedos, y realiza movimientos estacionales para visitar árboles en flor. La deforestación está afectando localmente a su población.

## Subespecies

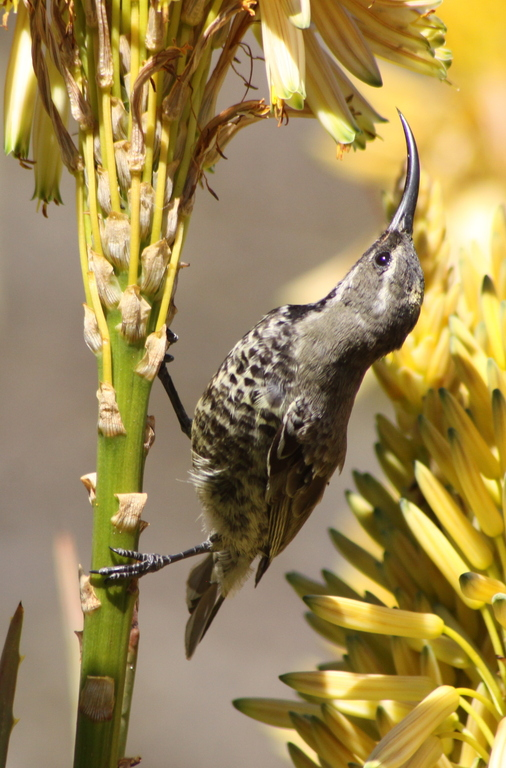
Hembra de la subespecie nominal alimentándose en un Aloe.

Aunque se han propuesto hasta trece subespecies, en la actualidad se reconocen cuatro subespecies:
- C. a. amethystina - presente en Sudáfrica, sur de Botsuana, Suazilandia. Bastante distinto: pico grueso, hembras oscuras en las partes inferiores, y machos con brillo metálico morado en las coberteras de la cola;
- C. a. kirkii Shelley, 1876 - Se extiende por este de África de Sudán a Zimbabue. Tiene el pico más fino que la subespecie nominal, las hembras son más claras en las partes supeioes y los machos tienen las coberteras de la cola parda (no morada);
- C. a. kalckreuthi (Cabanis, 1878) - se encuentra en la costa del sur de Somalia, Tanzania y Kenia. Su pico es estilizado, las hembras son claras en las partes inferiores y no tienen moteado en la garganta, y su lista superciliar es larta; los machos tienen brillo metálico morado en las coberteras de la parte superior de la cola.[7]
- C. a. deminuta  Cabanis, 1880 - ocupa la zona ecuatorial occidental.

## Hábitat

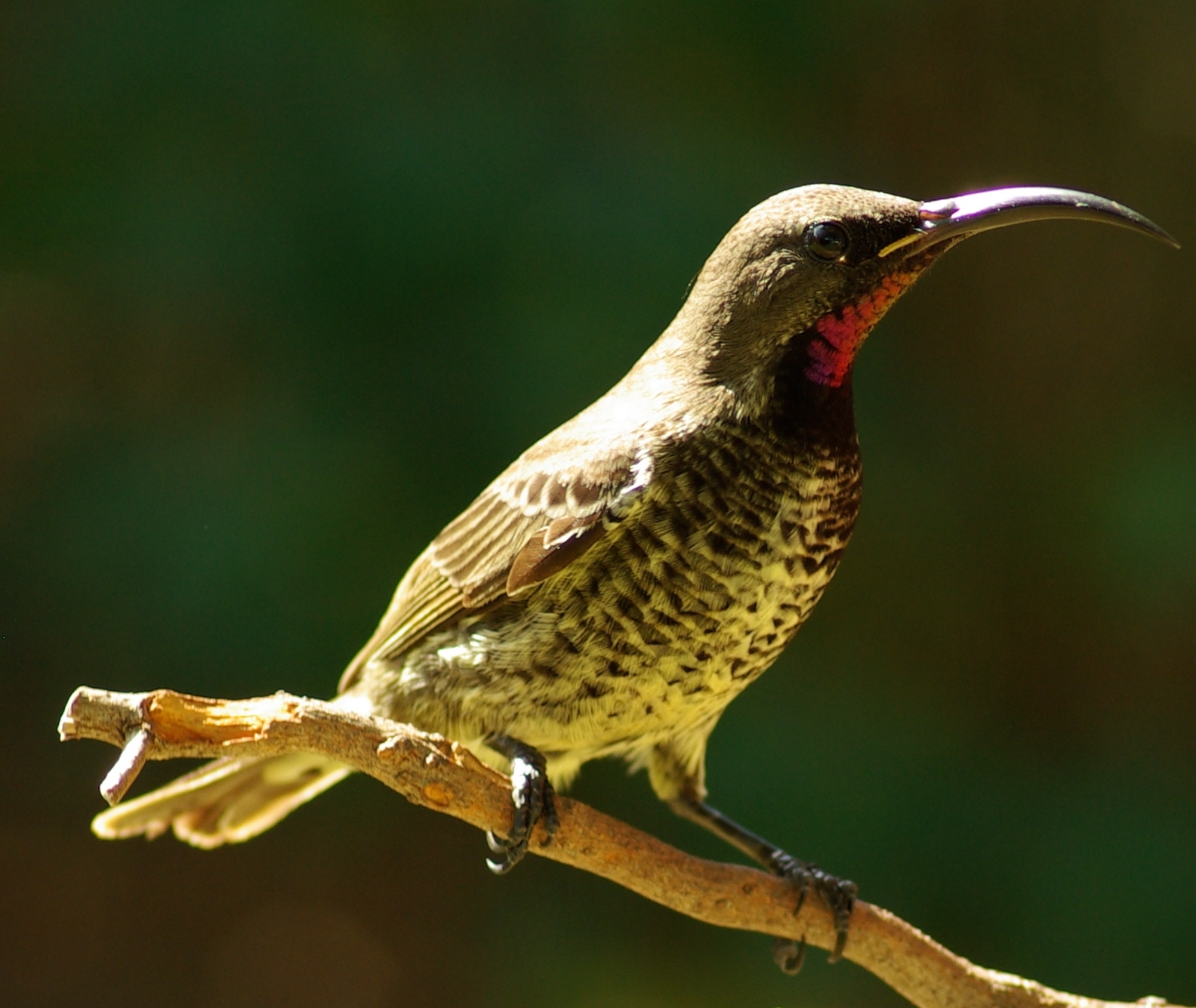
Imaduro de la subespecie nominal.

Vives en los bosques, las sabanas húmedas, los límites del bosque y los jardines suburbanos. Se encuentra de forma muy limitada en las sabana seca, y otras regiones bajas secas, donde se restringe a los bosques de ribera o se concentra puntualmente en plantas en flor, aunque escasea en el valle del río Limpopo, y también en las regiones donde predomina el mopane. Se nota una notable afluencia estival en el valle del río Zambeze y los bosques del Gran Zimbabue, y es estrictamente un visitante estival (de septiembre/octubre a abril) en las sabanas del Kalahari, donde aparece en grandes densidades en los árboles Baikiaea plurijuga en flor. En los montes con laderas orientadas al mar son comunes y sedentarios hasta los 1.800 metros de altitud, tanto en los bosques como zonas de matorral.

## Comportamiento
Aunque se encuentra normalmente en parejas, se pueden concentrar en gran número en sus árboles en flor favoritos, donde se muestran agresivos con otras especies de suimangas. Su canto es un trino complejo, alto y sostenido. Se alimenta de néctar, termitas y arañas.

### Reproducción
En el cortejo el macho da saltitos en una rrama junto a la hembra, entonces deja caer un ala, luego la otra y después las dos a la vez, y entonces continúa su exhibición aletean. Si la hembra responde, baja la cabeza y asume una postura rígida.
Una vez emparejados, la hembra se encarga de la construcción del nido. Suelen construir sus nidos en alguna rama colgante, bajo la copa y escondido entre el follaje. Fabrican el nido con hierbas que unen con telas de araña. A menudo forran el nido con líquenes. Realizan solo una puesta por temporada, que suele constar de dos huevos moteadosor. Los nidos pueden ser parasitados por el indicador de Zambeze y cuclillo de Klaas.

## Estado de conservación
En la meseta de Mashonalandia plateau, la subespecie kirkii está en declive desplazada por el suimanga pechiescarlata, tras la fragmentración del los bosques de miombo nativos. En Sudáfrica el área de distribución de la subespecie nominal se ha incrementado al extenderse por los parques arbolados.